# Barter 6
Barter 6 — коммерческий микстейп американского рэпера Янг Тага. Был выпущен 16 апреля 2015 года 300 Entertainment и Atlantic Records. Barter 6 включает гостевые появления в лице Бёрдмена, Ти-Ая, Буси Бадазза, Янг Дольфа, Яка Готти, Дюка и Джакуиса, тогда как за продюсирование отвечали штатные продюсеры London on da Track, Wheezy, Ricky Racks и Kip Hilson, среди прочих.

## Споры о наименовании
Изначально альбома назывался Carter 6, в продолжение последовательности наименования успешной серии альбомов Лил Уэйна Tha Carter. Вследствие чего началась полемика, так как запланированный альбом Уэйна Tha Carter V был повторно отложен в условиях конфликта между ним и лейблом Cash Money Records, который, как сообщается, отказался выпустить его альбом. Уэйн впоследствии стал участвовать в судебном разбирательстве против Cash Money и публично раскритиковал владельца лейбла (и наставника Тага) Бёрдмена, также негативно отреагировав на решение Тага назвать альбом в его честь. Несмотря на это, Таг утверждал, что он не пытался выразить неуважение и что Уэйн был его «идолом». После угрозы судебного иска Таг за дни до релиза объявил, что проект был переименован в Barter 6 — в соответствии с обычной практикой банды «Бладс» (англ. Bloods) с заменой буквы «C» буквой «B». Он посодействовал неприязни, анонсировав своё первое шоу для продвижения проекта в Холлигроуве (Новый Орлеан), одном из нейборхудов, в которых воспитывался Уэйн.

## Приём критиков
| Совокупная оценка | Совокупная оценка |
| Источник          | Оценка            |
| ----------------- | ----------------- |
| Metacritic        | 72/100            |
| Оценки критиков   |                   |
| Источник          | Оценка            |
| AllMusic          | [ 8 ]             |
| Billboard         | [ 9 ]             |
| Complex           | [ 10 ]            |
| HipHopDX          | [ 11 ]            |
| Pitchfork         | 8,4/10            |
| Spin              | 6/10              |
| XXL               | [ 14 ]            |
| Tiny Mix Tapes    | [ 15 ]            |

Barter 6 был встречен по большей части позитивными рецензиями после своего выхода. На Metacritic, в котором присваивается нормированный рейтинг от нуля до ста в соответствии с рецензиями музыкальных критиков, этот альбом на основании 13 рецензий получил средний балл 72, что указывает на «в целом благоприятные отзывы». Complex отмечает, что «висцеральные иллюстрации Таггера единственные в своём роде, и он сообщает о радости, разочаровании и опасениях с уникальной прозрачностью». Далее, HipHopDX отмечает, что «Barter 6 — это определяющий мейнстрим-стрип-клаб-альбом современной эпохи».
Следует особо заметить, Pitchfork назвал Barter 6 «Best New Music» (в переводе с англ. — «Лучшая новая музыка»), оценив альбом высшей оценкой 8,4. Pitchfork подчёркивает слушабельность Barter 6 и отмечает, что «Barter 6 доказывает, что всё, что нам нужно делать — слушать чуть более внимательно: что может быть неразборчивым на первый взгляд, раскрывается терпеливо со временем». К тому же, они отметили: «Больше чем что-либо, Barter 6 ощущается как 50-минутный перформанс о том, что рэп, как форма, может делать: рэп, которому не требуется переступать через себя по направлению к высокому искусству, с одной стороны, и коммерческому искусству, с другой, чтобы преуспеть в 2015 году». То же издание позже назовёт Barter 6 как 14-й лучший альбом 2015-го и классифицирует открывающую альбом «Constantly Hating» как шестую лучшую песню 2015 года.
С другой стороны, Spin критикует Янг Тага за лень и отмечает, что «он сидит на месте, ожидая восхождения к новому уровню своего звука и когда придёт вдохновение, хотя с таким непринуждённым, необъяснимым флоу он мог бы претворить в жизнь эти изменения сам».

## Коммерческая эффективность
Barter 6 вошёл в американский Billboard 200 на позиции 22 с 19 000 эквивалентных альбому единиц. В первую неделю альбом был продан в количестве 17 000 копий. По состоянию на январь 2016 года Barter 6 был продан в количестве 200 000 копий. В Соединённых Штатах в свою дебютную неделю он взобрался на 13-е место по продажам.

## Список композиций
| №                   | Название                                        | Автор(ы)                                                                                           | Продюсер(ы)                          | Длительность |
| ------------------- | ----------------------------------------------- | -------------------------------------------------------------------------------------------------- | ------------------------------------ | ------------ |
| 1.                  | «Constantly Hating» (при участии Birdman)       | Jeffrey Williams Bryan Williams Wesley "Wheezy" Glass                                              | Wheezy                               | 4:27         |
| 2.                  | «With That» (при участии Duke)                  | J. Williams Arnold "Duke" Martinez London Holmes [англ.]                                           | London On Da Track                   | 3:22         |
| 3.                  | «Can't Tell» (featuring T.I. and Boosie Badazz) | J. Williams Clifford Harris, Jr. Torrence Hatch [англ.] KIP Hilson                                 | KIP Hilson                           | 6:08         |
| 4.                  | «Check»                                         | J. Williams Holmes                                                                                 | London On Da Track                   | 3:50         |
| 5.                  | «Never Had It» (при участии Young Dolph)        | J. Williams Adolph Thornton, Jr. Glass                                                             | Wheezy                               | 4:14         |
| 6.                  | «Dream» (при участии Yak Gotti)                 | J. Williams Deamonte "Yak Gotti" Kendrick Hilson                                                   | KIP Hilson                           | 3:01         |
| 7.                  | «Dome» (при участии Duke)                       | J. Williams Glass                                                                                  | Wheezy, Jrumm Major                  | 3:51         |
| 8.                  | «Halftime»                                      | J. Williams Hilson Glass                                                                           | KIP Hilson Wheezy                    | 3:46         |
| 9.                  | «Amazing» (при участии Jacquees)                | J. Williams Rodriquez Broadnax [англ.] Glass Морис Уайт Альберт Маккей [англ.] Алли Уиллис [англ.] | Wheezy                               | 3:38         |
| 10.                 | «Knocked Off» (при участии Birdman)             | J. Williams B. Williams Glass Hilson Ricky "Racks" Harrell, Jr.                                    | Wheezy KIP Hilson Ricky Racks (доп.) | 3:16         |
| 11.                 | «OD»                                            | J. Williams Glass                                                                                  | Wheezy                               | 4:45         |
| 12.                 | «Numbers»                                       | J. Williams Holmes                                                                                 | London On Da Track                   | 3:27         |
| 13.                 | «Just Might Be»                                 | J. Williams Glass                                                                                  | Wheezy                               | 3:53         |
| Общая длительность: | Общая длительность:                             | Общая длительность:                                                                                | Общая длительность:                  | 51:52        |

Семплы
- «Amazing» содержит семплы из «September», исполненной Earth, Wind & Fire и написанной Морисом Уайтом, Альбертом Маккеем[англ.], Алли Уиллисом[англ.].

## Чарты
| Чарт (2015)                            | Высшая позиция |
| -------------------------------------- | -------------- |
| Великобритания (UK R&B Albums Chart)   | 24             |
| США (Billboard 200)                    | 22             |
| США (Billboard Top R&B/Hip-Hop Albums) | 29             |